# Róbert Gavenda
Róbert Gavenda, né le 15 janvier 1988 à Trenčín, est un coureur cycliste slovaque. Il est passé par les équipes Dukla Trenčín Trek et Telenet-Fidea. Il se spécialise dans le cyclo-cross.

## Biographie
En 2005, Róbert Gavenda est champion de Slovaquie de cyclo-cross juniors (moins de 19 ans). Lors de la saison 2005-2006, il conserve son titre et décroche également le titre de champion d'Europe de cyclo-cross juniors. Il remporte également des cyclo-cross à Wetzikon et à Hooglede. Aux championnats du monde de cyclo-cross à Zeddam, en Belgique, il remporte la médaille d'argent derrière Boy van Poppel. Sur route, il est champion de Slovaquie juniors et remporte une étape de la Course de la Paix juniors, où il prend la deuxième place du classement général. Il est élu cycliste slovaque de l'année en 2005 et 2006.
En 2007, il devient champion de Slovaquie de cyclo-cross espoirs (moins de 23 ans). En 2008, il rejoint l'équipe belge Fidea, où il reste jusqu'en 2011. En 2009, il est champion de Slovaquie espoirs en cyclo-cross et en VTT. Il obtient ses meilleurs résultats lors de la saison de cyclo-cross 2009-2010. Chez les espoirs, il est sacré champion d'Europe. Lors de la Coupe du monde espoirs, il remporte la première manche de la saison à Trévise. Au niveau national, il est pour la première fois champion de Slovaquie de cyclo-cross chez les élites.
Au cours des années suivantes, chez les élites, il ne confirme pas ses résultats internationaux obtenus chez les moins de 23 ans. Il ne décroche également aucun résultat notable sur route. Après la saison de cyclo-cross 2013-2014, il met fin à sa carrière cycliste à l'âge de 26 ans.

## Palmarès en cyclo-cross
- 2004-2005
  -  Champion de Slovaquie de cyclo-cross juniors
- 2005-2006
  -  Champion d'Europe de cyclo-cross juniors
  -  Champion de Slovaquie de cyclo-cross juniors
  - Classement général de la Coupe du monde juniors
    - Coupe du monde juniors #2, Wetzikon
    - Coupe du monde juniors #3, Hofstade 
    - Coupe du monde juniors #4, Hooglede-Gits
    - Coupe du monde juniors #5, Liévin

  -  Médaillé d'argent du championnat du monde de cyclo-cross juniors
- 2006-2007
  -  Champion de Slovaquie de cyclo-cross espoirs
- 2008-2009
  -  Champion de Slovaquie de cyclo-cross espoirs
- 2009-2010
  -  Champion d'Europe de cyclo-cross espoirs (Superprestige #2 espoirs, Hoogstraten)[4]
  -  Champion de Slovaquie de cyclo-cross
  - Coupe du monde espoirs #1, Trévise
  - Trophée GvA espoirs #2, Koppenbergcross
  - 5e du championnat du monde de cyclo-cross espoirs[5]
- 2010-2011
  -  Champion de Slovaquie de cyclo-cross
- 2011-2012
  -  Champion de Slovaquie de cyclo-cross
  - Cyclo-cross International Podbrezová, Podbrezová
- 2012-2013
  - 3e du Championnat de Slovaquie de cyclo-cross
- 2013-2014
  - Bryksy Cross, Gościęcin
  - 2e du Championnat de Slovaquie de cyclo-cross

## Palmarès sur route
- 2006
  -  Champion de Slovaquie sur route juniors
  - 4e étape de la Course de la Paix juniors
  - 2e de la Course de la Paix juniors
  - 3e du championnat de Slovaquie du contre-la-montre juniors

## Palmarès en VTT

### Championnats de Slovaquie
- 2009
  -  Champion de Slovaquie de cross-country espoirs

## Récompenses
- Cycliste slovaque de l'année : 2005 et 2006